# مانفريد وولكي
مانفريد وولكي (بالألمانية: Manfred Wolke)‏ (مواليد 14 يناير 1943) هو ملاكم ألماني شرقي، مثّل بلاده في الألعاب الأولمبية الصيفية في دورتي 1968 و1972.

## روابط خارجية
- مانفريد وولكي على موقع بوكس ريك (الإنجليزية) (registration required)
- مانفريد وولكي على موقع اللجنة الأولمبية الدولية (الإنجليزية)
- مانفريد وولكي على موقع أوليمبيديا (الإنجليزية)